# 巴盖帕尔利
巴盖帕尔利（Bagepalli），是印度卡纳塔克邦Kolar县的一个城镇。总人口20120（2001年）。

## 人口
该地2001年总人口20120人，其中男性10449人，女性9671人；0—6岁人口2502人，其中男1259人，女1243人；识字率63.44%，其中男性为68.89%，女性为57.56%。